# Atari Games
Atari Games è stata una società statunitense dedita allo sviluppo di videogiochi arcade, attiva dal 1984 al 2003.

## Storia
Atari Inc. fu acquistata nel 1976 da Warner Communications, rimanendo in quel gruppo fino al 1984, quando, dopo la crisi dei videogiochi del 1983, fu smembrata in due divisioni. Jack Tramiel, ex fondatore e presidente di Commodore International da cui era uscito pochi mesi prima, acquistò da Warner Communications la divisione computer e console, che rinominò Atari Corporation, mentre Warner conservò la divisione dei giochi arcade di Atari, Inc., che fu rinominata Atari Games.
L'accordo fra Tramiel e Warner prevedeva che la neonata Atari Games dovesse includere sempre la parola "Games" dopo il marchio "Atari" sul suo logo e che Atari Games non potesse usare il marchio Atari nel mercato dei computer e delle console. A differenza di Atari Corporation, Atari Games conservò la maggior parte degli impiegati e dei dirigenti che avevano lavorato per la vecchia Atari Inc. grazie anche al fatto che la società era rimasta all'interno del gruppo a cui apparteneva: ciò permise ad Atari Games di poter continuare a lavorare su tutti i progetti che erano aperti al momento della divisione. Per contro, Atari Corporation congelò tutti i vecchi progetti, facendo andare via molto del personale originale.
Nel 1985 la quota maggioritaria di Atari Games fu venduta a Namco (una società che in passato aveva lavorato molto con Atari Inc.). Ben presto, però, Namco si disinteressò al mercato americano, per cui, nel 1986, una cordata di dipendenti di Atari Games rilevò da Namco la sua quota di azioni.
Atari Games continuò a realizzare giochi e macchine arcade e, nel 1987, iniziò anche a produrre cartucce per il Nintendo Entertainment System con il marchio Tengen, inclusa una versione del Tetris. Atari Games fu portata in tribunale da Nintendo sia perché Tengen aveva aggirato il sistema di autenticazione denominato 10NES che Nintendo aveva inserito nella sua console per bloccare il caricamento di cartucce prodotte senza licenza sia per la violazione sul copyright proprio del gioco Tetris.
Nel 1990 Warner Communications si fuse con Time formando una nuova società denominata Time Warner. Nel 1993 Time Warner si interessò nuovamente ad Atari Games: ne rilevò la quota maggioritaria e ne affidò il controllo alla sua divisione Time Warner Interactive. Mentre Atari Games manteneva la sua identità sotto la nuova proprietà, la controllata Tengen veniva, invece, eliminata in favore dell'etichetta "Time Warner Interactive". Nel 1996, dopo che Time Warner rifiutò un'offerta di acquisto di Atari Games fatta dal fondatore della vecchia Atari, Nolan Bushnell, la società fu venduta a WMS Industries (proprietaria dei marchi Williams Electronics e Bally Technologies/Midway), che ne fece una divisione della Midway Games. Quando Hasbro Interactive acquistò i resti di Atari Corporation, la società che deteneva i diritti del marchio Atari per il mercato dei computer e delle console, riesumando il nome Atari nel mercato delle console domestiche, Atari Games fu ribattezzata Midway Games West dalla controllante Midway Games per evitare di creare confusione sul mercato per la presenza di 2 marchi Atari.
Midway lasciò il mercato degli arcade per concentrarsi sui sistemi domestici nel 2001 ma la grave crisi finanziaria che la colpì in quegli anni la costrinse a chiudere la controllata Midway Games West nel 2003, nonostante questa producesse ancora giochi per le console. Con la chiusura di Midway Games West se ne andavano gli ultimi resti dell'originaria Atari Inc., una tra le più influenti società del mercato arcade di fine anni settanta/inizio anni ottanta.
Il nome "Midway Games West" sopravvive ancora con Midway per i diritti dei giochi (passati e presenti) che usano il franchising che fu creato dalla vecchia Atari Games/Midway Games West.
Nel 2003, Infogrames, Inc., una società del gruppo Infogrames Entertainment, SA, acquistò il nome ed il logo "Atari" da Infogrames Interactive (precedentemente nota come Hasbro Interactive, una società facente parte sempre del gruppo Infogrames, SA). Infogrames Interactive è stata ridenominata Atari Interactive ,quando nacque la Atari, Inc. mentre il gruppo Infogrames, SA ha assunto nel 2009 l'attuale denominazione di Atari SA.

## Videogiochi
Elenco abbastanza completo degli arcade originali prodotti da Atari Games (da non confondere con Atari):
- 720 Degrees (1986)
- APB: All Points Bulletin (1987)
- Area 51 (1996)
- Area 51/Maximum Force Duo (1998, macchina a due giochi)
- Area 51: Site 4 (1998)
- Badlands (1989)
- Batman (1991)
- Blasteroids (1987)
- California Speed (1998)
- Championship Sprint (1986)
- Cops (1994)
- Cyberball (1988)
- Cyberball 2072 o Tournament Cyberball 2072 (1989)
- The Empire Strikes Back (1985)
- Escape from the Planet of the Robot Monsters (1989)
- Gauntlet (1985)
- Gauntlet II (1986)
- Gauntlet Legends (1998)
- Guardians of the 'Hood (1992)
- Hard Drivin' (1988)
- Hydra (1990)
- Indiana Jones and the Temple of Doom (1985)
- Klax (1989)
- Mace: The Dark Age (1996)
- Marble Madness (1984)
- Maximum Force (1996)
- Moto Frenzy (1992)
- Off the Wall (1991)
- Paperboy (1984)
- Peter Pack Rat (1984)
- Pit-Fighter (1990)
- Primal Rage (1994)
- Race Drivin' (1990)
- Rampart (1990)
- Relief Pitcher (1992)
- RoadBlasters (1987)
- Road Burners (1999)
- Road Riot 4WD (1991)
- Road Runner (1985)
- S.T.U.N. Runner (1989)
- San Francisco Rush: Extreme Racing (1996)
- San Francisco Rush: The Rock (1997, espansione)
- San Francisco Rush 2049 (1998)
- Shuuz (1990)
- Skull & Crossbones (1989)
- Space Lords (1992)
- Steel Talons (1991)
- Super Sprint (1986)
- T-Mek (1994)
- Tetris (1988)
- ThunderJaws (1990)
- Toobin' (1988)
- Vapor TRX (1998)
- Vindicators (1988)
- Vindicators Part II (1988, variante)
- War: The Final Assault (1999)
- Wayne Gretzky's 3D Hockey (1996)
- Xybots (1987)

Prototipi mai arrivati alla pubblicazione: Air Race, Arcade Classics, BeatHead, Freeze, Guts n' Glory, Hard Drivin's Airborne, The Last Starfighter (notevole per il precoce uso di poligoni), Metal Maniax, Road Riot's Revenge, Sparkz, Street Drivin', Tenth Degree, Vicious Circle.

## Cronologia
Atari
- 1972-1984 - Atari, Inc.
- 1984–1996 - Atari Corporation
- 1996-2001 - Atari Interactive
- dal 2003 - Atari, Inc. (gruppo Atari SA)
- dal 2009 - Atari SA